# Ludwik Rajchman
Pour les articles homonymes, voir Rajchman.
Ludwik Witold Rajchman (1er novembre 1881 – 13 juillet 1965) est un médecin et bactériologiste polonais. Il est considéré comme le fondateur de l’UNICEF et en a été le premier président entre 1946 et 1950.

## Biographie
Ludwik Rajchman grandit à Varsovie dans les conditions difficiles de l'occupation russe. Très tôt, sa sœur Helena et lui prennent conscience des injustices sociales dans leur « pays » (la Pologne n'existait pas officiellement à l'époque) et participent à l'adolescence à l'enseignement de jeunes travailleurs. À l'âge adulte, il rejoint le Parti socialiste polonais et est impliqué et arrêté durant le soulèvement de 1905. Après plusieurs mois de prison, il vit en exil pendant un certain temps à Kharkov.
Ludwik Rajchman étudie la médecine à l'université Jagellonne de Cracovie, où il rencontre sa future épouse, Marja Bojanczyk, qui est également étudiante en médecine. Il devient fasciné par la bactériologie, que lui apprend Odo Bujwid, qui a travaillé avec Louis Pasteur. Rajchman fait ses études postdoctorales à l'Institut Pasteur de Paris, puis retourne brièvement à Cracovie (il lui a été interdit d'aller dans la partie de la Pologne occupée par les Russes) avant d'être nommé dans un important laboratoire de bactériologie à Londres. Ludwik Rajchman, son épouse et leurs trois enfants restent à Londres tout au long de la Première Guerre mondiale. Au cours de cette période, Rajchman est occupé à militer au sein du PSP pour l'indépendance polonaise à la sortie de la guerre. La famille rentre à Varsovie en octobre 1918 et Ludwik Rajchman (qui connaît bien l'élite polonaise grâce à ses liens familiaux) persuade les nouvelles autorités polonaises de créer un centre épidémiologique, renommé par la suite « Panstwowy Zaklad Higieny » (Institut national de l'hygiène). Varsovie est à ce jour le principal institut de santé publique de Pologne. Rajchman lutte activement contre des vagues d’épidémie de typhus qui dévastent l’Europe de l'Est et est remarqué par la Société des Nations en plein essor, qui le nomme en 1921 pour créer une organisation de la santé pour la SdN. L’Organisation mondiale de la santé est considérée comme l’une des entreprises les plus réussies de la SdN. Rajchman voyage longuement pour remplir son mandat et est notamment fasciné par la nécessité d'un système de quarantaine et de santé publique en Chine : il devient conseiller du gouvernement chinois et un intime de la famille de Tchang Kaï-chek, en particulier avec TV Soong, ministre de l'Économie et beau-frère du dirigeant. Au début des années 1930, Ludwik Rajchman se fait connaître à Genève pour ses attitudes et ses actions antifascistes et anti-apaisement. Il n’apprécie pas le nouveau secrétaire général de la SdN, Joseph Avenol, lequel le démet de ses fonctions en 1938.
Se trouvant sans emploi, Ludwik Rajchman se rend en Chine pour aider le gouvernement à préparer sa défense contre le Japon, notamment en achetant des avions aux États-Unis. Sa famille déménage en France, achetant un château dans la Sarthe. Toute la famille est présente lorsque les Allemands envahissent la France. Rajchman va voir le président du gouvernement polonais en exil, le général Sikorski, qu'il connait personnellement. Sikorski le nomme responsable des réfugiés polonais et lui confie une lettre à remettre au président Roosevelt demandant l'aide des États-Unis. Il lui délivre également un passeport diplomatique lui permettant de fuir la France par l’Espagne et le Portugal afin d'atteindre Washington. Pendant la guerre, Rajchman travaille sur les questions humanitaires, mais aussi en tant que conseiller de TV Soong sur les questions de développement : il aurait appartenu au fameux « lobby chinois ». À la fin de la guerre, l’Administration des Nations unies pour le secours et la reconstruction (UNRRA) lui demande de rédiger un rapport sur la manière de faire face à l’état dramatique des conditions sanitaires une fois que l’Europe serait libérée (on craignait notamment une épidémie de typhus). À la fin de la guerre, le nouveau gouvernement polonais (communiste) de Lublin lui demande de représenter la Pologne au sein de l'UNRRA. On dit que Rajchman avait de sérieuses hésitations à collaborer avec ce gouvernement, mais il finit par être conquis par le désir d'aider son pays, ce qu'il fait de manière très efficace grâce à l'UNRRA.
Lorsque l'UNRRA annonce lors d'une réunion des Nations unies à Genève qu'il mettrait fin à ses efforts de secours, Kudwik Rajchman se lève devant l'assemblée et appelle à la création d'un fonds destiné à aider les enfants du monde entier. Sa proposition est acceptée et, au début de 1947, l'UNICEF est fondée pour aider les enfants, notamment en matière de nutrition et de vaccination. Rajchman reste président du conseil d'administration de l'UNICEF jusqu'en 1950 et refuse d'être rémunéré pour son travail. Dans le contexte de la guerre froide naissante et du stalinisme dans les pays du bloc soviétique, Rajchman est assigné à comparaître à l'époque de McCarthy : il part brusquement pour la France et ne retourne jamais aux États-Unis. Au même moment, les autorités communistes polonaises lui retirent son passeport polonais et il n'est pas renouvelé avant le début de la période post-stalinienne en 1956. À partir de ce moment-là, Rajchman se rend assez souvent en Pologne, notamment pour rendre visite à sa sœur qui avait été déchue de ses fonctions académiques. Sa dernière visite a lieu à Varsovie en 1963, dans l'institut de santé publique qu'il a fondé en 1918. Ludwik Rajchman meurt en 1965 des suites d'une complication de la maladie de Parkinson.

## Famille
Il est le fils d'Aleksander Rajchman, créateur et premier directeur de l'Orchestre philharmonique de Varsovie, et de Melania Hirszfeld, militante socialiste et défenseur des droits des femmes. Il est issu d'une famille de juifs polonais christianisés. Alors que ses parents sont agnostiques, Ludwik est baptisé à la naissance. Il est le frère d'Aleksander Rajchman, éminent mathématicien polonais, et d'Helena Radlinska, sociologue polonaise, et cousin germain de Ludwik Hirszfeld, microbiologiste polonais. Ludwik Rajchman est le père de Jan A. Rajchman, informaticien polonais, inventeur de la mémoire à tores magnétiques.